# Prothemus maculithorax
Prothemus maculithorax es una especie de coleóptero de la familia Cantharidae.

## Distribución geográfica
Habita en Hubei (China).